# Mănăstirea Matejče
Mănăstirea Preasfintei Născătoare de Dumnezeu (în sârbă Манастир Пресвете Богородице), cunoscută în mod obișnuit sub numele de Matejče (Матејче) sau Matejić (Матејић), este o mănăstire ortodoxă sârbă din secolul al XIV-lea, situată în satul Matejče de pe versanții munților Skopska Crna Gora, în apropierea orașelor Skopje și Kumanovo. Populația satului este formată din albanezi musulmani (89%) și sârbi ortodocși (10%), potrivit recensământului din 2002.

## Istoric
Mănăstirea a fost construită în secolul al XIV-lea pe ruinele unei biserici grecești bizantine mai vechi, construită în anii 1057-1059, după cum reiese din inscripțiile grecești păstrate. A fost menționată pentru prima dată în anul 1300 într-un act emis de regele sârb Ștefan Milutin (1282–1321). La mijlocul secolului al XIV-lea, țarul sârb Ștefan Dușan (1331–1355) a început reconstrucția mănăstirii, pe care a încheiat-o în 1357 fiul său, Ștefan Uroș al V-lea (devenind ctitoria sa). Monede emise de Ștefan Uroș au fost găsite în aceste locuri. Isaia sârbul și Vladislav Gramatik au trăit în acestă mănăstire. Acoperișul bisericii a fost înlăturat de otomani în secolul al XVIII-lea și așezat pe Moscheea Eski din Kumanovo, după care s-a deteriorat. În anii 1926–1934 mănăstirea a fost restaurată.
Biserica mănăstirii este concepută în formă de cruce (la fel ca și Mănăstirea Marko și Mănăstirea Banja) și are un exonartex asemănător cu cel al Mănăstirii sârbe Hilandar de la Muntele Athos. Pereții bisericii au fost pictați în anii 1356–1357.
Mănăstirea a fost ocupată de insurgenții albanezi și folosită ca bază militară în timpul conflictului din Republica Macedonia (2001). Patriarhul sârb Pavle a trimis o scrisoare către ONU în care a atras atenția cu privire la distrugerea mănăstirilor sârbe din Kosovo și la pericolul de distrugere a mănăstirilor din Macedonia de Nord. Exteriorul bisericii nu a fost deteriorat, dar mobilierul din interior a fost incendiat și obiectele de cult au fost furate. Localnicii sârbi au părăsit regiunea în timpul conflictului.

## Galerie

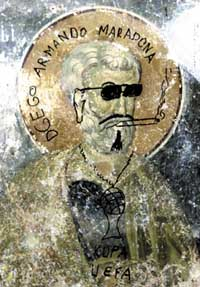
Frescă profanată (sec. al XII-lea)
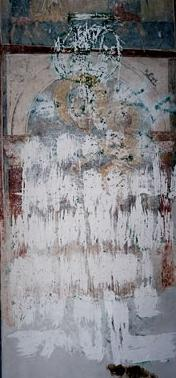
Frescă profanată (sec. al XII-lea)
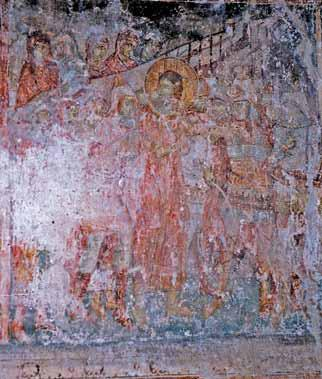
Hristos se adresează femeilor din Ierusalim (1348-1352)
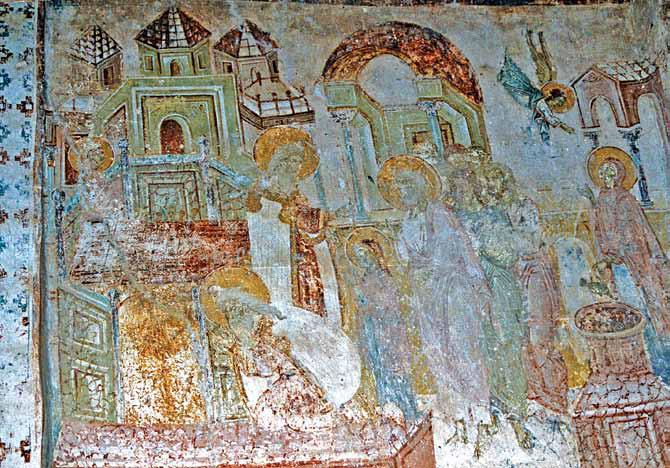
Viața Maicii Domnului, logodna Mariei cu Iosif, Buna Vestire (1348-1352)
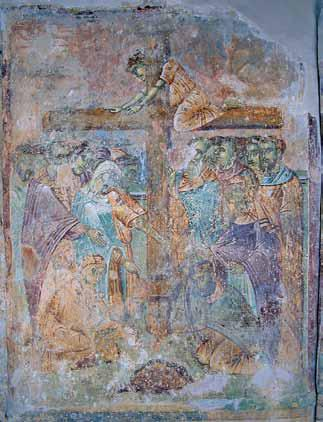
Pregătirea Crucii (1348-1352)
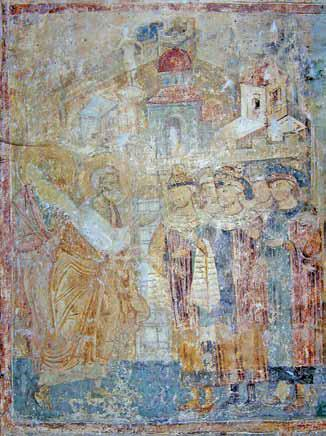
Sfinții Petru și Pavel predicând la Roma (1348-1352)
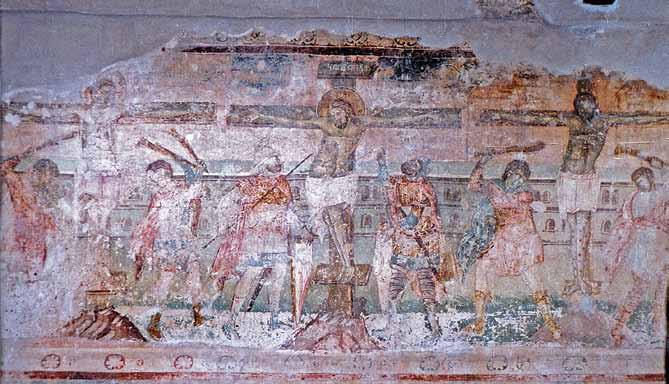
Răstignirea (1348-1352)
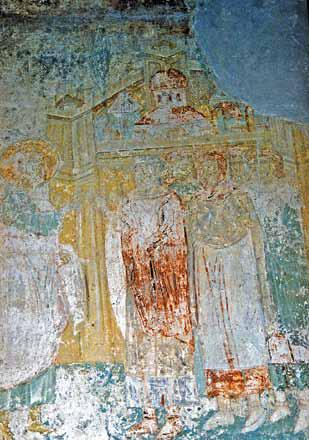
Ciclul Faptele Apostolilor - Sfântul Petru predicând în Ierusalim (1348-1352)
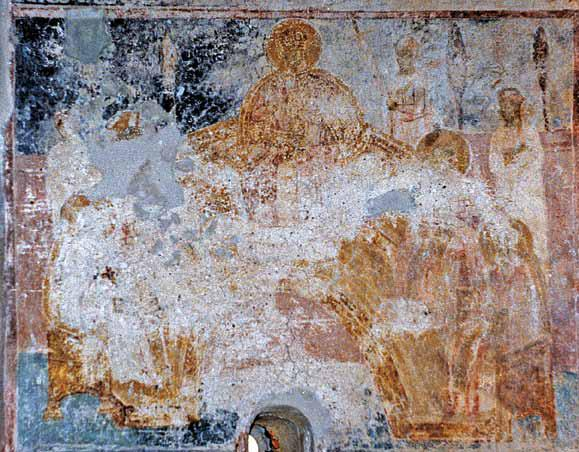
Ciclul Sinoadele Ecumenice - Sinodul țarului Ștefan (1348-1352)
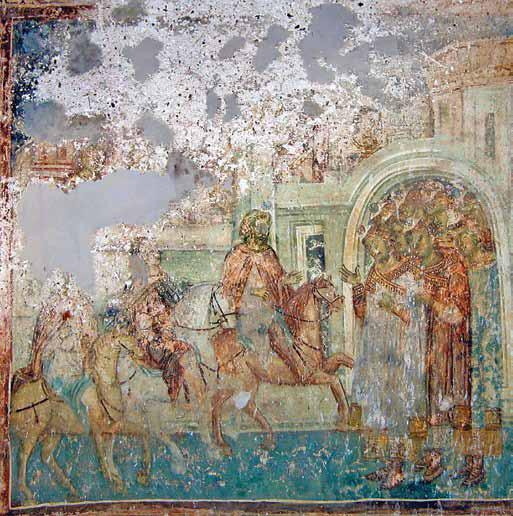
Acatistul Maicii Domnului, Condacul al 5-lea (1348-1352)